# Stepaniwka (Rosdilna)
Stepaniwka (ukrainisch Степанівка; russisch Степановка/Stepanowka) ist ein Dorf im Süden der Ukraine, etwa 67 Kilometer nordwestlich der Oblasthauptstadt Odessa am Fluss Kutschurhan gelegen.

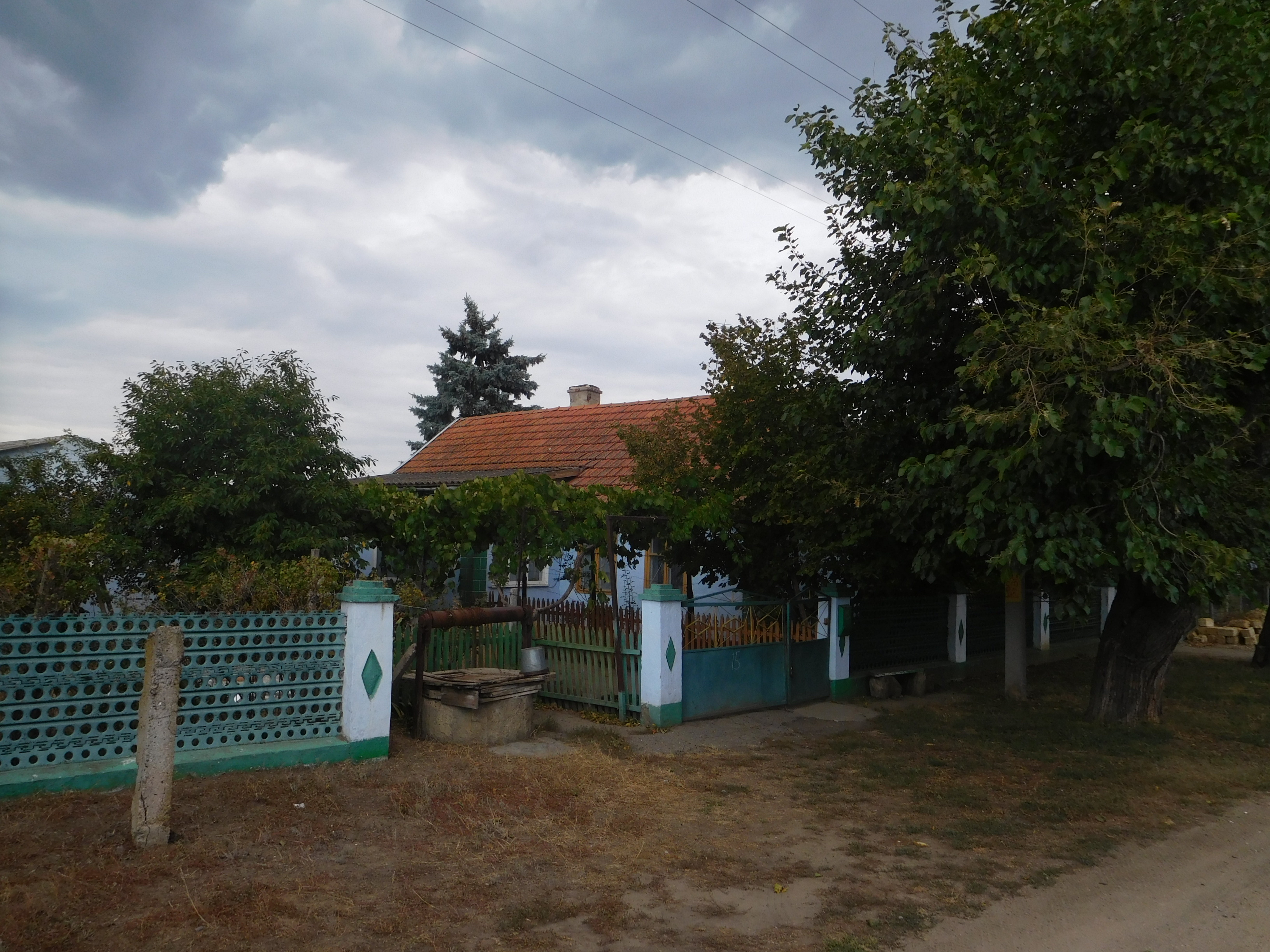
Haus im Ort

Der Ort wurde offiziell 1887 gegründet, das Dorf Stepanowka war eine der Tochterkolonien des Kolonistenbezirks Kutschurgan.

## Verwaltungsgliederung
Am 12. Juni 2020 wurde das Dorf zum Zentrum der neugegründeten Landgemeinde Stepaniwka (Степанівська сільська громада/Stepaniwska silska hromada). Zu dieser zählen auch noch die 19 in der untenstehenden Tabelle aufgelisteten  Dörfer sowie die Ansiedlung Druschba, bis dahin bildete es zusammen mit den Dörfern Iwano-Mykolajiwka, Nowokrasne, Pawliwka und Trud-Kutok die gleichnamige Landratsgemeinde Stepaniwka (Степанівська сільська рада/Stepaniwska silska rada) im Westen des Rajons Rosdilna.
Folgende Orte sind neben dem Hauptort Stepaniwka Teil der Gemeinde:
| Name                     | Name              | Name                                    |
| ukrainisch transkribiert | ukrainisch        | russisch                                |
| ------------------------ | ----------------- | --------------------------------------- |
| Anheliniwka              | Ангелінівка       | Ангелиновка (Angelinowka)               |
| Buhaj                    | Бугай             | Бугай (Bugai)                           |
| Druschba                 | Дружба            | Дружба                                  |
| Hajiwka                  | Гаївка            | Гаевка (Gajewka)                        |
| Hetmanzi                 | Гетьманці         | Гетманцы (Getmanzy)                     |
| Iwano-Mykolajiwka        | Івано-Миколаївка  | Ивано-Николаевка (Iwano-Nikolajewka)    |
| Jakowliwka               | Яковлівка         | Яковлевка (Jakowlewka)                  |
| Lutschynske              | Лучинське         | Лучинское (Lutschinskoje)               |
| Markiwka                 | Марківка          | Марковка (Markowka)                     |
| Nowe                     | Нове              | Новое (Nowoje)                          |
| Nowokostjantyniwka       | Новокостянтинівка | Новоконстантиновка (Nowokonstantinowka) |
| Nowokrasne               | Новокрасне        | Новокрасное (Nowokrasnoje)              |
| Pawliwka                 | Павлівка          | Павловка (Pawlowka)                     |
| Petriwka                 | Петрівка          | Петровка (Petrowka)                     |
| Plawnewe                 | Плавневе          | Плавневое (Plawnewoje)                  |
| Rosaliwka                | Розалівка         | Розалевка (Rosalewka)                   |
| Schyroke                 | Широке            | Широкое (Schirokoje)                    |
| Trud-Hrebenyk            | Труд-Гребеник     | Труд-Гребеник (Trud-Grebenik)           |
| Trud-Kutok               | Труд-Куток        | Труд-Уголок (Trud-Ugolok)               |
| Wapnjarka                | Вапнярка          | Вапнярка                                |